# Herniaria glabra
La herniaria (Herniaria glabra) es una planta herbácea natural de las zonas templadas de Europa, Asia occidental y norte de África donde prefiere los terrenos arenosos.

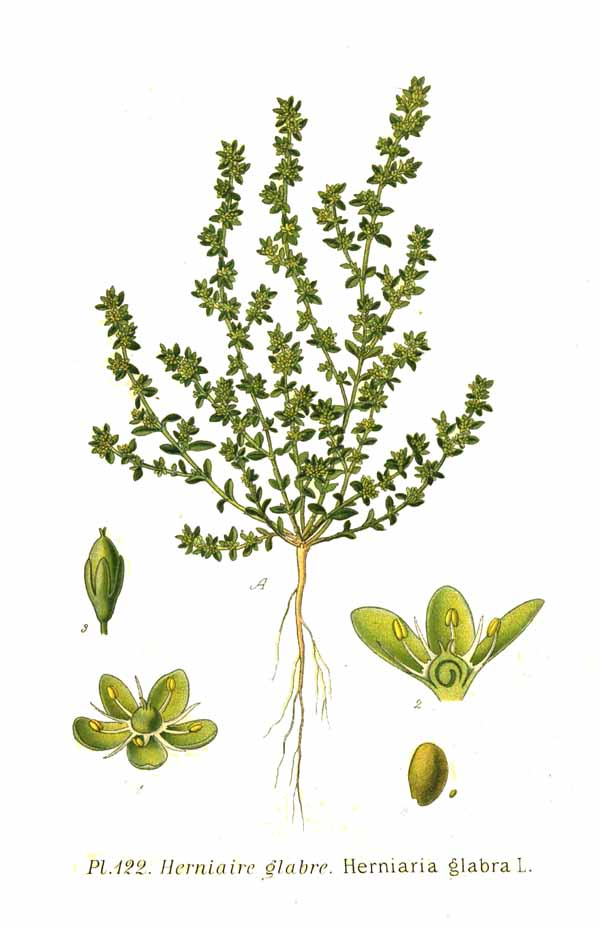
Ilustración

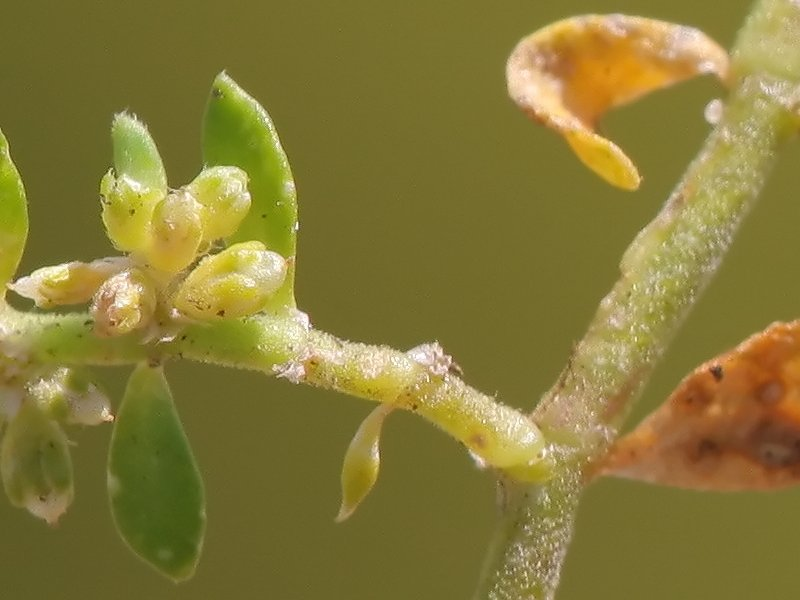
Detalle de la planta

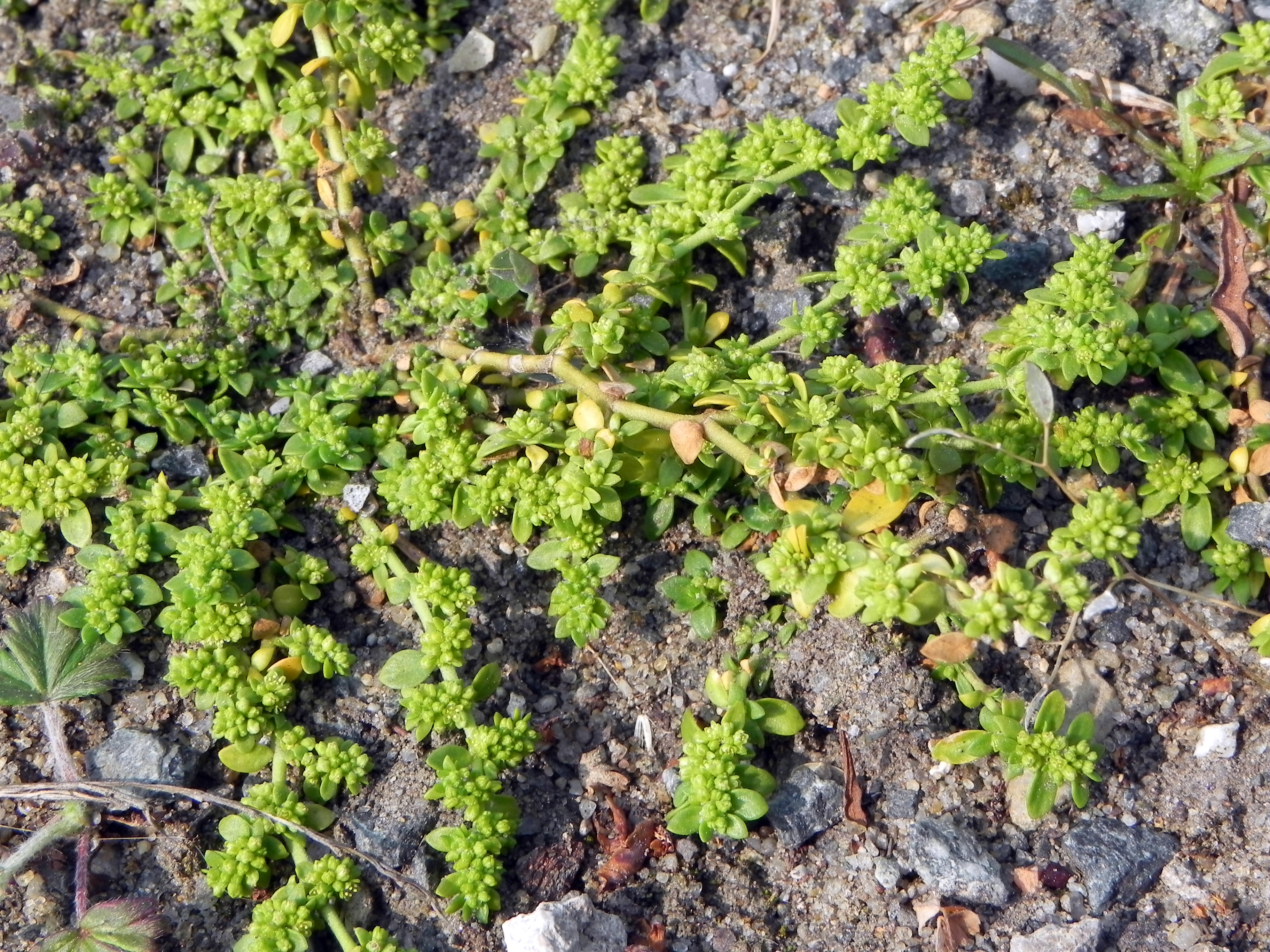
Detalle de la planta

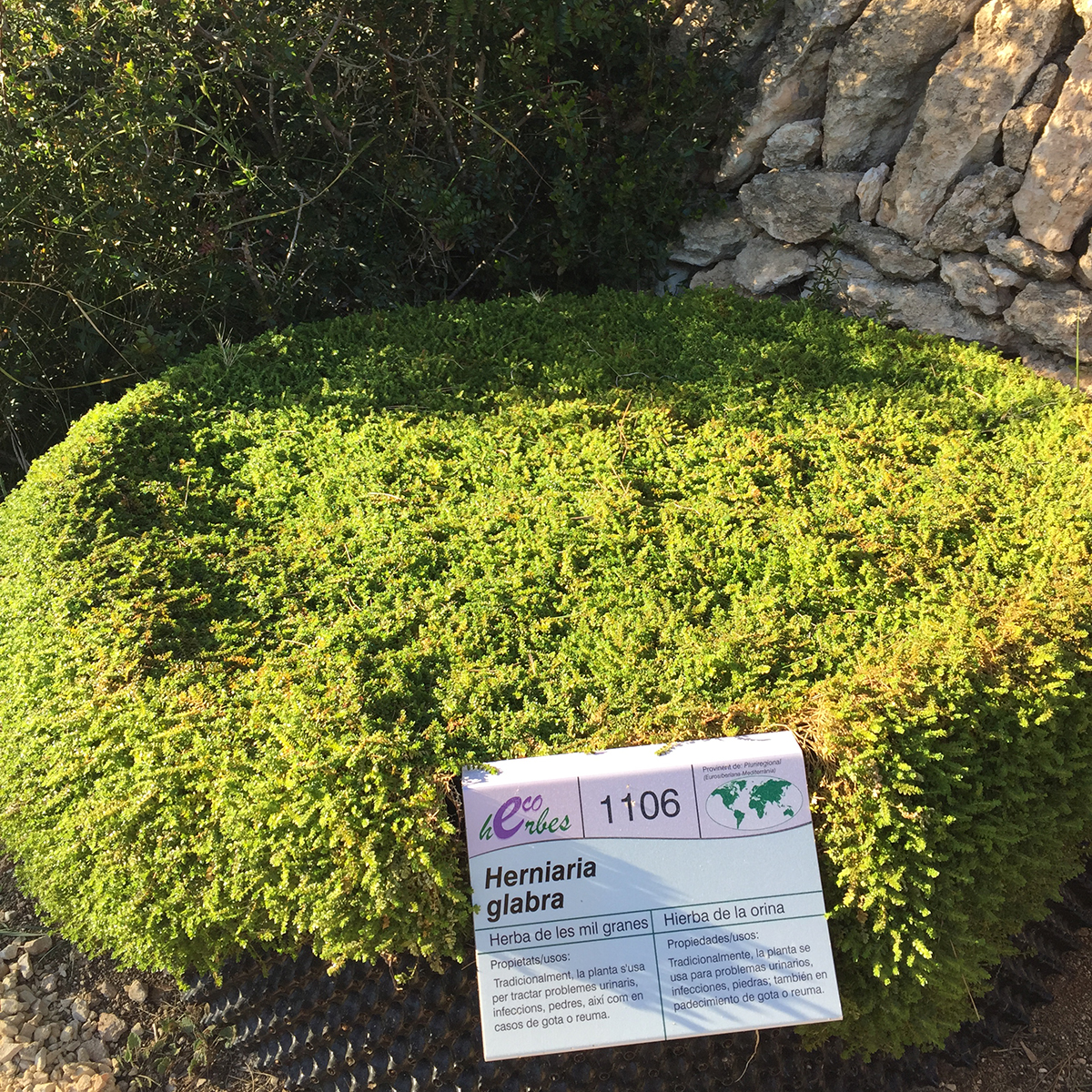
Detalle de la planta

## Características
Es una pequeña planta herbácea anual, subarbusto con los tallos rastreros dispuestos en círculos. Las hojas, de color verde claro, son oblongas con pequeñas estípulas membranosas. Las flores son pequeñas y de color verde agrupadas en glomérulos. El fruto está cubierto por un cáliz duro.

## Propiedades
- Ya en 1633 John Gerard decía que su bebida secaba y aceleraba el cierre de las hernias
- Ejerce efecto diurético por lo que se recomienda para casos de edemas. Tiene una amplia aplicación popular como diurético y antiespasmódico a nivel de vías urinarias (acción que podría deberse a las sales potásicas y las cumarinas); es demulcente, astringente, expectorante, depurativo, antiespasmódico.
- También es antiespasmódica, astringente y antiséptica, recomendada para cistitis y uretritis.
- Por su contenido en saponinas se utiliza en el tratamiento de eccemas y psoriasis.

Principios activos
Contiene saponósidos triterpénicos, cumarinas: umbeliferona; flavonoides: herniarina; taninos.

## Taxonomía
Herniaria glabra fue descrita por Carlos Linneo y publicado en Species Plantarum 1: 218. 1753.
Etimología
Herniaria: nombre genérico que deriva del latín hernia.  Según Cordus, del nombre vulgar entre los franceses (hemiaire) de la quebrantapiedras. Al parecer, recibió este nombre por la supuesta propiedad de curar las hernias.
glabra: epíteto latino que significa "sin pelos".
Sinonimia
- Herniaria ceretana Sennen
- Herniaria ceretanica (Sennen) Sennen
- Herniaria polymorpha raza glabra (L.) Samp.
- Herniaria vulgaris subsp. glabra (L.) Bonnier & Layens[5]
- Herniaria arenaria Kuntze
- Herniaria corrigioloides Lojac.
- Herniaria glabra subsp. nebrodensis Jan ex Nyman
- Herniaria glabra subsp. rotundifolia (Vis.) Trpin
- Herniaria kotovii Klokov
- Herniaria microcarpa C.Presl
- Herniaria nebrodensis Jan ex Nyman
- Herniaria rotundifolia Vis.
- Herniaria suavis Klokov
- Herniaria vulgaris Spreng.
- Paronychia herniaria E.H.L.Krause[6]

## Denominación popular
- Castellano: arenal, arenaria, arenilla, cachapeiro, cachapete, cazapete, cientoengrana, ciento en grana, gazapeio, gazapeiro, gazapeos, gazapero, gazapete, gazapeto, gazapote, granujilla, herniaria, hierba cólica, hierba de la orina, hierba de la piedra, hierba del turco, hierba lacólica, hierba turca, manzanilla, manzanilla del campo, manzanilla fuerte, milengrana, mil en grana, mil en rama, milgranos, mil granos, millegranos, polígono menor, polígono menor llamado herniaria, quebrantapiedra, quebrantapiedras, quebranta piedras, rompepiedras, yerba de la orina, yerba del mal de piedra, yerba del turco, yerba golondrina, yerba turca.[5]